# Nati l'8 marzo
| Questa pagina contiene informazioni ricavate automaticamente dalle voci biografiche con l'ausilio del template Bio e di un bot. L'aggiornamento è periodico e automatico e ricostruisce completamente la pagina. Se manca una persona in questa lista, sei pregato di non aggiungerla, ma accertati piuttosto che la sua voce biografica contenga il template Bio e che i dati anagrafici siano correttamente compilati. Se il template Bio manca, inseriscilo tu stesso o, in alternativa, metti l'avviso {{tmp\|Bio}} che ne segnala la mancanza. Se i dati riportati sono sbagliati, correggi direttamente la voce biografica; le modifiche saranno visibili in questa lista entro pochi giorni. Per chiarimenti vedi il progetto biografie. La lista contiene solo le 1.201 persone che sono citate nell'enciclopedia e per le quali è stato implementato correttamente il template Bio. Pagina aggiornata al 17 ago 2025. |

## XIII secolo(4)
- 1246 - Nikkō, monaco buddista giapponese († 1333)
- 1286 - Giovanni III di Bretagna, sovrano († 1341)
- 1293 - Kitabatake Chikafusa, scrittore e politico giapponese († 1354)
- 1294 - Enrico VI il Buono, nobile polacco († 1335)

## XV secolo(5)
- 1418 - Antonio Pucci, politico italiano († 1484)
- 1422 - Giacomo Ammannati Piccolomini, cardinale, vescovo cattolico e umanista italiano († 1479)
- 1459 - Bernardino Corio, storico italiano († 1519)
- 1494 - Rosso Fiorentino, pittore italiano († 1540)
- 1497 - Giovanni Paolo I Sforza, condottiero italiano († 1535)

## XVI secolo(5)
- 1514 - Amago Haruhisa, militare giapponese († 1561)
- 1518 - Sidonia di Sassonia, principessa († 1575)
- 1566 - Giuseppe Biancani, gesuita, matematico e astronomo italiano († 1624)
- 1566 - Carlo Gesualdo, compositore italiano († 1613)
- 1600 - Manfredo Settala, scienziato italiano († 1680)

## XVII secolo(8)
- 1607 - Johann Rist, poeta e drammaturgo tedesco († 1667)
- 1614 - Hendrik van der Borcht il Giovane, pittore tedesco († 1676)
- 1617 - Tito Livio Burattini, matematico, cartografo e egittologo italiano
- 1636 - Robert Kerr, I marchese di Lothian, nobile e politico scozzese († 1703)
- 1651 - Jakob Wilhelm Imhoff, storico e genealogista tedesco († 1728)
- 1662 - Augusto Guglielmo di Brunswick-Lüneburg, nobile († 1731)
- 1687 - Vittorio Amedeo Ferrero-Fieschi, nobile, militare e diplomatico italiano († 1743)
- 1698 - Pierre-Jules-César de Rochechouard-Montigny, vescovo cattolico francese († 1781)

## XVIII secolo(36)
- 1702 - Anne Bonny, pirata irlandese († 1782)
- 1707 - William Villiers, III conte di Jersey, nobile inglese († 1769)
- 1713 - Gian Carlo Passeroni, poeta e abate italiano († 1803)
- 1714 - Carl Philipp Emanuel Bach, compositore, organista e clavicembalista tedesco († 1788)
- 1721 - Elizabeth Chudleigh, nobildonna inglese († 1788)
- 1724 - Ernesto Federico di Sassonia-Coburgo-Saalfeld, duca tedesco († 1800)
- 1726 - Richard Howe, I conte Howe, ammiraglio britannico († 1799)
- 1727 - Giovanni Battista Cipriani, pittore e disegnatore italiano († 1785)
- 1731 - Filippo Manfredi, compositore e violinista italiano († 1777)
- 1736 - Giovanni Amadeo Francesco di Paola Thugut, politico austriaco († 1818)
- 1741 - Paolo Pozzo, architetto italiano († 1803)
- 1745 - José de Mazarredo Salazar Muñatones y Gortázar, ammiraglio spagnolo († 1812)
- 1748 - Guglielmo V di Orange-Nassau, nobile († 1806)
- 1751 - Giovanni Caccia Piatti, cardinale italiano († 1833)
- 1752 - William Bingham, politico statunitense († 1804)
- 1752 - Johann David Schoepff, zoologo, botanico e esploratore tedesco († 1800)
- 1753 - William Roscoe, storico e poeta inglese († 1831)
- 1761 - Jan Potocki, scrittore polacco († 1815)
- 1763 - Maurice Gillet, militare francese († 1833)
- 1763 - Jean François Timothée Trullet, militare francese († 1819)
- 1764 - Carlo Andrea Pozzo di Borgo, diplomatico e politico italiano († 1842)
- 1767 - Giuseppe Maria Velzi, cardinale e vescovo cattolico italiano († 1836)
- 1778 - Jean Toussaint Arrighi de Casanova, militare e politico francese († 1853)
- 1779 - Johann Bernhard Wilbrand, fisiologo e naturalista tedesco († 1846)
- 1783 - Hannah Van Buren, first lady statunitense († 1819)
- 1785 - Jean-François Allard, militare e avventuriero francese († 1839)
- 1785 - Tommaso Gasparotti, paleografo, archivista e pittore italiano († 1847)
- 1786 - Ulisse d'Arco Ferrari, militare italiano († 1869)
- 1787 - Karl Ferdinand von Gräfe, chirurgo tedesco († 1840)
- 1787 - Wilhelm von Lebzeltern, generale e politico austriaco († 1869)
- 1787 - Sven Nilsson, zoologo e archeologo svedese († 1883)
- 1789 - Miguel Barragán, generale e politico messicano († 1836)
- 1791 - Kazimierz Brodziński, scrittore polacco († 1835)
- 1798 - Heinrich Wilhelm Ferdinand Wackenroder, farmacista e chimico tedesco († 1854)
- 1799 - Simon Cameron, politico statunitense († 1889)
- 1800 - Emilio Balbo Bertone di Sambuy, nobile, agronomo e generale italiano († 1872)

## XIX secolo(169)
- 1801 - Giorgio Giuseppe Raimondi, patriota e nobile italiano († 1882)
- 1803 - Mary Theresa Villiers, nobildonna e scrittrice inglese († 1865)
- 1804 - Alvan Clark, astronomo e pittore statunitense († 1887)
- 1804 - Marino Marini, arcivescovo cattolico e diplomatico italiano († 1885)
- 1806 - Adelaide Cairoli, patriota italiana († 1871)
- 1806 - Antonio Maria Esquivel, pittore spagnolo († 1857)
- 1809 - Jules Étienne Marie Forgeot, generale francese († 1877)
- 1811 - Luigi Bonelli, politico, magistrato e avvocato italiano († 1892)
- 1812 - Louis Gurlitt, pittore tedesco († 1897)
- 1813 - Japetus Steenstrup, zoologo danese († 1897)
- 1815 - Jean Alard, violinista francese († 1888)
- 1816 - Jean Louis Cabanis, ornitologo tedesco († 1906)
- 1817 - Jozef Božetech Klemens, pittore, scultore e inventore slovacco († 1883)
- 1818 - Carlo Luzi, politico italiano († 1899)
- 1822 - Ignacy Łukasiewicz, farmacista, chimico e inventore polacco († 1882)
- 1823 - Domenico Pannaci, giurista e patriota italiano († 1865)
- 1825 - Jules Barbier, poeta, scrittore e librettista francese († 1901)
- 1826 - Johann Köler, pittore estone († 1899)
- 1827 - Girolamo Federico Fenaroli Avogadro, politico italiano († 1880)
- 1830 - João de Deus Ramos, poeta portoghese († 1896)
- 1831 - Giovanni Andrea Gasparini, patriota e medico italiano († 1879)
- 1835 - Tommasina Guidi, scrittrice italiana († 1903)
- 1835 - Carolina Pochini, ballerina italiana († 1901)
- 1835 - Achille Rasponi Murat, avvocato e politico italiano († 1896)
- 1835 - Hans von Rokitansky, basso e insegnante austriaco († 1909)
- 1837 - Nehemiah Green, politico statunitense († 1890)
- 1839 - Josephine Cochrane, inventrice statunitense († 1913)
- 1839 - James Crafts, chimico statunitense († 1917)
- 1839 - Augusto Sindici, militare, patriota e poeta italiano († 1921)
- 1840 - Franco Faccio, direttore d'orchestra e compositore italiano († 1891)
- 1840 - Giacomo Grecis, militare italiano († 1861)
- 1840 - Eduard von Knorr, ammiraglio tedesco († 1920)
- 1841 - Oliver Wendell Holmes, giurista statunitense († 1935)
- 1841 - Giovanni Romero, militare italiano († 1896)
- 1842 - Joseph Hansen, ballerino e coreografo belga († 1907)
- 1842 - Ettore Pedotti, politico e generale italiano († 1919)
- 1848 - Luigi Manini, scenografo e architetto italiano († 1936)
- 1848 - Nicolò Rezzara, sociologo e politico italiano († 1915)
- 1849 - Hermann Winkelmann, tenore tedesco († 1912)
- 1850 - Vito Nicola De Nicolò, avvocato, giornalista e politico italiano († 1902)
- 1850 - Carl Robert, filologo classico e archeologo tedesco († 1922)
- 1851 - İsmail Gaspıralı, letterato, editore e politico russo († 1914)
- 1853 - Frank S. Black, politico statunitense († 1913)
- 1854 - Gustave Mutel, arcivescovo cattolico e missionario francese († 1933)
- 1855 - Hans Friedrich Gadow, ornitologo e naturalista tedesco († 1928)
- 1855 - Karl Ritter von Goebel, botanico tedesco († 1932)
- 1855 - Carlo Fabrizio Parona, geologo e paleontologo italiano († 1939)
- 1856 - Colin Campbell Cooper, pittore statunitense († 1937)
- 1856 - Frederick Hamilton, ammiraglio scozzese († 1917)
- 1856 - Giovanni Luzzi, pastore protestante e teologo svizzero († 1948)
- 1856 - Tom Roberts, artista e pittore britannico († 1931)
- 1858 - Giuseppe Frascara, avvocato, imprenditore e politico italiano († 1925)
- 1859 - Kenneth Grahame, scrittore britannico († 1932)
- 1860 - Heinrich Krempel, alpinista e sportivo austriaco († 1935)
- 1860 - Karl Max von Lichnowsky, diplomatico tedesco († 1928)
- 1860 - Giacomo Sartori, mandolinista, violinista e compositore italiano († 1946)
- 1861 - Lina Jonn, fotografa svedese († 1896)
- 1862 - Angelo De Carlini, naturalista italiano († 1911)
- 1863 - Frank Fetter, economista statunitense († 1949)
- 1863 - Georgios Christakis-Zografos, politico, diplomatico e giurista greco († 1920)
- 1864 - James Craig Annan, fotografo britannico († 1946)
- 1865 - Leo Belmont, giornalista, scrittore e esperantista polacco († 1941)
- 1866 - Pëtr Nikolaevič Lebedev, fisico russo († 1912)
- 1866 - Giuseppe Tusini, medico e politico italiano († 1940)
- 1867 - Charles Howard, X conte di Carlisle, nobile, militare e politico britannico († 1912)
- 1867 - Orus Jones, golfista statunitense († 1963)
- 1867 - Gregorio de Laferrère, scrittore argentino († 1913)
- 1867 - Victor Thibault, arciere francese († 1941)
- 1869 - Francesco Fanelli, pittore italiano († 1924)
- 1869 - George Spencer Watson, pittore britannico († 1934)
- 1870 - David Duffield, canottiere statunitense († 1935)
- 1870 - Ivan Ivanovič Skvorcov-Stepanov, politico, storico e economista russo († 1928)
- 1871 - Jakob Künzler, missionario, chirurgo e filantropo svizzero († 1949)
- 1871 - Fred E. Wright, regista inglese († 1936)
- 1872 - Francesco Guglielmino, poeta, latinista e critico letterario italiano († 1956)
- 1872 - Anna Held, attrice e cantante polacca († 1918)
- 1873 - Allard H. Gasque, politico statunitense († 1938)
- 1874 - William Holland, velocista statunitense († 1930)
- 1875 - Franco Alfano, compositore italiano († 1954)
- 1875 - Pasquale Creazzo, poeta italiano († 1963)
- 1875 - Domenico De Dominicis, militare italiano († 1913)
- 1875 - Maurice Hemelsoet, canottiere belga († 1943)
- 1875 - Kenkichi Ueda, generale giapponese († 1962)
- 1876 - Filippo Carli, economista, sociologo e politico italiano († 1938)
- 1877 - Wilhelm Biltz, chimico tedesco († 1943)
- 1877 - Aleksandr Evreinov, arcivescovo cattolico russo († 1959)
- 1877 - Carl Mannich, chimico tedesco († 1947)
- 1877 - Šatrijos Ragana, scrittrice, educatrice e umanista lituana († 1930)
- 1878 - Yuzuru Hiraga, ammiraglio e ingegnere navale giapponese († 1943)
- 1879 - Otto Hahn, chimico e fisico tedesco († 1968)
- 1879 - Tielman Roos, politico sudafricano († 1935)
- 1879 - Émile Taddéoli, aviatore svizzero († 1920)
- 1880 - Guido Chigi-Saracini, mecenate e compositore italiano († 1965)
- 1880 - Gaetano Fichera, patologo e dirigente sportivo italiano († 1935)
- 1880 - Angelo Meloni, fantino italiano († 1945)
- 1880 - H. G. Peter, fumettista statunitense († 1958)
- 1881 - Giuseppe Fanciulli, pedagogista e scrittore italiano († 1951)
- 1881 - Fortunato Maria Farina, arcivescovo cattolico italiano († 1954)
- 1881 - Giuseppe Isola, antifascista e politico italiano († 1957)
- 1881 - Pacifico Tiziano Micheloni, vescovo cattolico italiano († 1936)
- 1881 - Eugenio Morelli, medico e politico italiano († 1960)
- 1882 - Ignat Bednarik, pittore rumeno († 1963)
- 1882 - Maurice Burrus, filatelista e politico francese († 1959)
- 1882 - Charles Devendeville, nuotatore e pallanuotista francese († 1914)
- 1882 - Arthur Havemeyer, golfista statunitense († 1955)
- 1882 - Egidio Lari, arcivescovo cattolico italiano († 1965)
- 1882 - Dino Urbani, schermidore italiano († 1958)
- 1883 - Luigi Guida, compositore, pianista e organista italiano († 1951)
- 1883 - Ferruccio Teglio, antifascista italiano († 1956)
- 1884 - Archimede Campini, scultore italiano († 1950)
- 1884 - Harvey Thomas Dunn, pittore statunitense († 1952)
- 1884 - Eduard Engel, calciatore austriaco († 1939)
- 1884 - Karl Engel, calciatore austriaco
- 1884 - Richard Kroner, filosofo tedesco († 1974)
- 1884 - Georg Lindemann, generale tedesco († 1963)
- 1885 - Juan de Dios Filiberto, compositore e direttore d'orchestra argentino († 1964)
- 1886 - Carlo Ceriana-Mayneri, generale italiano († 1960)
- 1886 - Edward Calvin Kendall, chimico e biochimico statunitense († 1972)
- 1887 - Patrick O'Connell, calciatore e allenatore di calcio irlandese († 1959)
- 1887 - Una Troubridge, scultrice e traduttrice britannica († 1963)
- 1887 - Vincenzo Torraca, giornalista e impresario teatrale italiano († 1979)
- 1887 - Harry Wulze, sceneggiatore, regista e attore statunitense († 1923)
- 1888 - Gustav Krukenberg, generale tedesco († 1980)
- 1888 - Abe Stern, produttore cinematografico tedesco († 1951)
- 1889 - Emanuele Guttadauro, militare italiano († 1938)
- 1889 - Vittorio Locchi, scrittore e militare italiano († 1917)
- 1889 - Alessandro Scarioni, allenatore di calcio e calciatore italiano († 1966)
- 1890 - Eugeniusz Baziak, arcivescovo cattolico polacco († 1962)
- 1890 - George Keogan, allenatore di pallacanestro statunitense († 1943)
- 1890 - Kurt Nachod, aviatore austro-ungarico († 1918)
- 1890 - Awdry Vaucour, aviatore inglese († 1918)
- 1891 - Ottavio Caiazzo, militare italiano († 1917)
- 1891 - Sam Jaffe, attore statunitense († 1984)
- 1891 - Robert Sjursen, ginnasta norvegese († 1965)
- 1891 - Albert Séguin, ginnasta francese († 1948)
- 1892 - Alessandro Cervellati, pittore, scrittore e illustratore italiano († 1974)
- 1892 - Omer Demeuldre, militare e aviatore francese († 1918)
- 1892 - Aleksandr Grigor'evič Červjakov, rivoluzionario e politico azero († 1937)
- 1893 - Viktor Deni, disegnatore russo († 1946)
- 1893 - 'Abd al-Rahman 'Azzam, diplomatico egiziano († 1976)
- 1894 - Wäinö Aaltonen, scultore e pittore finlandese († 1966)
- 1894 - Rudolf E. Langer, matematico e statistico statunitense († 1968)
- 1895 - Grigorij Bogemskij, calciatore russo († 1957)
- 1895 - Giotto Giannoni, ceramista, artista e scultore italiano († 1963)
- 1895 - Juana de Ibarbourou, poetessa e scrittrice uruguaiana († 1979)
- 1895 - Luca Pietromarchi, nobile e diplomatico italiano († 1978)
- 1896 - Alis Guggenheim, pittrice e scultrice svizzera († 1958)
- 1897 - Verner Eklöf, calciatore e combinatista nordico finlandese († 1955)
- 1897 - Pat Flaherty, attore statunitense († 1970)
- 1897 - Nikolaj Fëdorovič Gikalo, rivoluzionario e politico sovietico († 1938)
- 1897 - Herbert Otto Gille, generale tedesco († 1966)
- 1897 - Josep Pla, scrittore e giornalista spagnolo († 1981)
- 1898 - Aenne Biermann, fotografa tedesca († 1933)
- 1898 - Sergio Nicolò De Bellis, pittore italiano († 1946)
- 1898 - Theophilus Ebenhaezer Dönges, politico sudafricano († 1968)
- 1898 - Georges Gimel, pittore francese († 1962)
- 1898 - Renata Seripa, attrice italiana († 1977)
- 1899 - Giuseppe Bastianini, politico e diplomatico italiano († 1961)
- 1899 - Elmer Keith, inventore e scrittore statunitense († 1984)
- 1899 - Jozef Kollár, pittore slovacco († 1982)
- 1899 - Eric Robert Russell Linklater, scrittore britannico († 1974)
- 1899 - Valeriu Marcu, biografo e storico romeno († 1942)
- 1899 - Nino Meloni, regista italiano († 1960)
- 1900 - Howard Hathaway Aiken, matematico statunitense († 1973)
- 1900 - Jan van Alphen, chimico olandese († 1969)
- 1900 - Heinz Brückner, poliziotto tedesco († 1968)
- 1900 - Rafael Ángel Calderón Guardia, politico costaricano († 1970)
- 1900 - Aleksandr Ivanovič Medvedkin, regista cinematografico sovietico († 1989)
- 1900 - Henry Abel Smith, politico britannico († 1993)

## XX secolo(931)
- 1901 - Carlo Cevenini, allenatore di calcio e calciatore italiano († 1965)
- 1901 - Marguerite Jamois, attrice teatrale francese († 1964)
- 1902 - Louise Beavers, attrice statunitense († 1962)
- 1902 - Hugh Hunt, scenografo statunitense († 1988)
- 1902 - Arno Arthur Wachmann, astronomo tedesco († 1990)
- 1903 - Gastone Sozzi, politico italiano († 1928)
- 1903 - Robert Uhrig, antifascista tedesco († 1944)
- 1904 - Charles R. Boxer, militare e storico britannico († 2000)
- 1904 - Aleardo Donati, lottatore italiano († 1990)
- 1904 - Viktor de Kowa, attore, regista e cantante tedesco († 1973)
- 1904 - Francisco dos Santos, calciatore portoghese
- 1905 - Alajos Keserű, pallanuotista ungherese († 1965)
- 1905 - Christine e Léa Papin, criminale francese († 1937)
- 1905 - Aleksandr Il'ič Rodimcev, generale sovietico († 1977)
- 1906 - Francisco Cepeda, ciclista su strada spagnolo († 1935)
- 1906 - Victor Hasselblad, ingegnere e inventore svedese († 1978)
- 1906 - Louis Peglion, ciclista su strada francese († 1986)
- 1906 - Aleksandr Arturovič Rou, regista sovietico († 1973)
- 1907 - Rolf Jacobsen, poeta norvegese († 1994)
- 1907 - Kōnstantinos Karamanlīs, politico greco († 1998)
- 1907 - Selvaggio Morelli, calciatore italiano
- 1907 - Gino Soldà, alpinista, partigiano e imprenditore italiano († 1989)
- 1908 - Will Hudson, compositore e arrangiatore statunitense († 1981)
- 1908 - Vojtěch Kastl, calciatore cecoslovacco († 1968)
- 1908 - Mario Marchesani, generale italiano († 1991)
- 1909 - Ettore Padovani, maratoneta italiano
- 1909 - Gianni Pons, sceneggiatore e regista italiano († 1975)
- 1909 - László Rajk, politico ungherese († 1949)
- 1909 - Paula Strasberg, attrice teatrale e insegnante statunitense († 1966)
- 1910 - Carl-Axel Acking, architetto e designer svedese († 2001)
- 1910 - Kenneth Anderson, scrittore indiano († 1974)
- 1910 - Wanda Tettoni, attrice e doppiatrice italiana († 1998)
- 1910 - Claire Trevor, attrice statunitense († 2000)
- 1911 - François Stahly, scultore francese († 2006)
- 1912 - Juan Ramón Santiago, allenatore di calcio e calciatore spagnolo († 1999)
- 1912 - Gaspare Babini, ciclista su strada italiano († 1999)
- 1912 - Vladimir Bakarić, politico jugoslavo († 1983)
- 1912 - Gino Buzzanca, attore italiano († 1967)
- 1912 - Alfredo Gregori, militare italiano († 1941)
- 1913 - Mouloud Feraoun, scrittore algerino († 1962)
- 1913 - Luda Schnitzer, scrittrice e giornalista francese († 2002)
- 1913 - Tripoli Torrini, fantino italiano († 2014)
- 1914 - Afonsinho, calciatore brasiliano († 1997)
- 1914 - Luis Arrieta, calciatore argentino († 1972)
- 1914 - Jacob B. Bakema, architetto olandese († 1981)
- 1914 - Elsa Ehrich, militare tedesca († 1948)
- 1914 - Priscilla Lawson, attrice statunitense († 1958)
- 1914 - Hans Niclaus, cestista tedesco († 1997)
- 1914 - Hazdayi Penso, cestista turco († 1986)
- 1914 - Jakov Borisovič Zel'dovič, astronomo e fisico sovietico († 1987)
- 1915 - Aleksandr Božko, sollevatore sovietico († 1977)
- 1915 - Francisco Campos, calciatore e allenatore di calcio spagnolo († 1995)
- 1915 - Massimo Severo Giannini, giurista e politico italiano († 2000)
- 1915 - Tapio Rautavaara, giavellottista, cantante e attore finlandese († 1979)
- 1915 - Paul Renucci, filologo, critico letterario e italianista francese († 1977)
- 1915 - Uberto Tosco, botanico e musicista italiano († 2001)
- 1916 - Jeanette Campbell, nuotatrice argentina († 2003)
- 1916 - Yvon Petra, tennista francese († 1984)
- 1916 - Gastone Picchini, militare e aviatore italiano († 1938)
- 1916 - Leonid Rumjancev, calciatore sovietico († 1985)
- 1917 - Leslie Fiedler, critico letterario e scrittore statunitense († 2003)
- 1917 - Karl Frei, ginnasta svizzero († 2011)
- 1917 - Ernst von Glasersfeld, filosofo tedesco († 2010)
- 1917 - O Jin-u, generale e politico nordcoreano († 1995)
- 1918 - Jacques Baratier, regista e sceneggiatore francese († 2009)
- 1918 - Raimondo Collodoro, politico italiano († 2003)
- 1918 - Eileen Herlie, attrice scozzese († 2008)
- 1918 - Jone Salinas, attrice italiana († 1992)
- 1920 - George Batchelor, matematico e fisico australiano († 2000)
- 1920 - Carlo Caroli, pittore italiano († 2008)
- 1920 - Eva Dahlbeck, attrice e scrittrice svedese († 2008)
- 1920 - Ingemar Hedberg, canoista svedese († 2019)
- 1920 - Vitantonio Sirago, storico e filologo italiano († 2015)
- 1920 - Gianni Zullo, comico, attore e cantante italiano († 2005)
- 1921 - Alan Hale Jr., attore statunitense († 1990)
- 1921 - Sergio Onofre Jarpa, politico e diplomatico cileno († 2020)
- 1921 - Jucci Kellerman, attrice italiana († 1993)
- 1921 - Sahir Ludhianvi, paroliere e poeta indiano († 1980)
- 1921 - Domenico Taverna, poliziotto italiano († 1979)
- 1921 - Denys de La Patellière, regista e sceneggiatore francese († 2013)
- 1922 - Chink Alterman, cestista statunitense († 2009)
- 1922 - Ralph Baer, inventore e ingegnere tedesco († 2014)
- 1922 - Antonio Maria Brianda, politico italiano († 2016)
- 1922 - Cyd Charisse, ballerina e attrice statunitense († 2008)
- 1922 - Heinar Kipphardt, drammaturgo tedesco († 1982)
- 1922 - Václav Krása, cestista e allenatore di pallacanestro cecoslovacco († 2003)
- 1922 - Evgenij Semёnovič Matveev, attore e regista sovietico († 2003)
- 1922 - Shigeru Mizuki, fumettista giapponese († 2015)
- 1922 - Yutaka Morioka, aviatore giapponese († 1993)
- 1922 - Benedikt Posch, giornalista e editore austriaco († 2001)
- 1922 - Fausto Samuele Quilleri, politico e ingegnere italiano († 2001)
- 1923 - Elena Clementelli, poetessa, critica letteraria e traduttrice italiana († 2019)
- 1923 - Booth Colman, attore statunitense († 2014)
- 1923 - Atilio Cremaschi, calciatore cileno († 2007)
- 1923 - Oreste Del Buono, scrittore, giornalista e traduttore italiano († 2003)
- 1923 - José María Forqué, regista e sceneggiatore spagnolo († 1995)
- 1923 - Walter Jens, scrittore tedesco († 2013)
- 1923 - Tony Rudd, dirigente sportivo, ingegnere e progettista britannico († 2003)
- 1923 - Sergej Šapošnikov, calciatore e allenatore di calcio sovietico († 2021)
- 1924 - René Allio, regista francese († 1995)
- 1924 - Billy Blanco, cantante, musicista e compositore brasiliano († 2011)
- 1924 - Anthony Caro, scultore britannico († 2013)
- 1924 - Walter Chiari, attore, comico e cabarettista italiano († 1991)
- 1924 - Evar Maran, attore italiano († 1991)
- 1924 - Sean McClory, attore irlandese († 2003)
- 1924 - Abderrahmane Youssoufi, politico marocchino († 2020)
- 1925 - Gianni Baget Bozzo, presbitero, politico e scrittore italiano († 2009)
- 1925 - Dick Furey, cestista e allenatore di pallacanestro statunitense († 1998)
- 1925 - Efim Petrovič Geller, scacchista sovietico († 1998)
- 1925 - Antonio de Ligne, principe belga († 2005)
- 1925 - Delio Ricci, partigiano italiano († 1944)
- 1925 - Piet Steenkamp, politico olandese († 2016)
- 1926 - Giovan Battista Fabbri, calciatore e allenatore di calcio italiano († 2015)
- 1926 - Franco Faggi, canottiere italiano († 2016)
- 1926 - Mario Hopenhaym, arbitro di pallacanestro uruguaiano († 2016)
- 1926 - Francisco Rabal, attore e regista spagnolo († 2001)
- 1926 - Mendy Rudolph, arbitro di pallacanestro statunitense († 1979)
- 1926 - Salahuddin di Selangor, sovrano malese († 2001)
- 1926 - Giovanni Valcavi, giurista, dirigente d'azienda e saggista italiano († 2010)
- 1926 - Bob Wilson, cestista statunitense († 2014)
- 1927 - Ivan Gobry, storico e storico della filosofia francese († 2017)
- 1927 - Stanisław Kania, politico polacco († 2020)
- 1927 - Manfred R. Köhler, regista, sceneggiatore e direttore del doppiaggio tedesco († 1991)
- 1927 - Mickey Morton, attore statunitense († 1993)
- 1927 - Werner Potzernheim, pistard tedesco († 2014)
- 1927 - Christian Pravda, sciatore alpino austriaco († 1994)
- 1927 - Ramon Revilla, attore e politico filippino († 2020)
- 1928 - Julian Bullard, diplomatico britannico († 2006)
- 1928 - Martin Davis, matematico statunitense († 2023)
- 1928 - Valentino Giambelli, imprenditore, dirigente sportivo e calciatore italiano († 2019)
- 1928 - Bill Lomas, pilota motociclistico britannico († 2007)
- 1928 - Alina Moradei, attrice e doppiatrice italiana († 2016)
- 1929 - Hebe Camargo, conduttrice televisiva, attrice e cantante brasiliana († 2012)
- 1929 - Daryl Duke, regista, produttore televisivo e montatore canadese († 2006)
- 1929 - Elaine Edwards, politica statunitense († 2018)
- 1929 - Joseph Hardy, regista teatrale statunitense († 2024)
- 1929 - Peter Hünermann, teologo e presbitero tedesco
- 1929 - Valerio Pilon, pittore, scultore e incisore italiano († 2020)
- 1929 - Nicodemo Scarfo, mafioso statunitense († 2017)
- 1930 - Pëtr Bolotnikov, mezzofondista sovietico († 2013)
- 1930 - Brunella Bovo, attrice italiana († 2017)
- 1930 - John Briggs, politico e militare statunitense († 2020)
- 1930 - Fausto Calderazzo, chimico italiano († 2014)
- 1930 - Francesco Cuccarese, arcivescovo cattolico italiano († 2025)
- 1930 - Fausto Gardini, tennista italiano († 2008)
- 1930 - Franz Gertsch, pittore svizzero († 2022)
- 1930 - Patrick Hodgkinson, architetto britannico († 2016)
- 1930 - Douglas Hurd, politico e scrittore britannico
- 1930 - Matthew Lewis, fotoreporter statunitense († 2024)
- 1930 - Braulio Musso, calciatore cileno († 2025)
- 1930 - Jurij Rytchėu, scrittore russo († 2008)
- 1930 - Ernst Tugendhat, filosofo tedesco († 2023)
- 1931 - Willy Aronsen, calciatore norvegese († 2014)
- 1931 - Ibrahim Biogradlić, calciatore jugoslavo († 2015)
- 1931 - Battista Corbani, ex calciatore italiano
- 1931 - John McPhee, scrittore statunitense
- 1931 - Francisco Pires, ex calciatore portoghese
- 1931 - Neil Postman, sociologo statunitense († 2003)
- 1932 - Medea Abrahamyan, violoncellista armena († 2021)
- 1932 - Giuseppe Avellone, politico italiano († 1996)
- 1932 - Dino Crocco, musicista e conduttore televisivo italiano († 2010)
- 1932 - Nicholas Carmen Dattilo, vescovo cattolico statunitense († 2004)
- 1932 - Patricia Dench, ex tiratrice a segno australiana
- 1932 - Nelly Garzón Alarcón, infermiera e docente colombiana († 2019)
- 1932 - Dennis Jackson, calciatore inglese († 2014)
- 1932 - Rodolfo Quezada Toruño, cardinale e arcivescovo cattolico guatemalteco († 2012)
- 1933 - Noè Conti, ciclista su strada italiano († 2015)
- 1933 - Věra Grubrová, ex cestista cecoslovacca
- 1933 - Zoltan Hospodar, ex pallanuotista rumeno
- 1933 - Sergio Martelli, politico, editore e giornalista italiano († 2020)
- 1933 - Peter Pass, pallanuotista britannico († 2012)
- 1933 - Vincenzo Ravera, calciatore italiano († 2016)
- 1933 - Luca Ronconi, attore e regista teatrale italiano († 2015)
- 1933 - Evelyn Ay Sempier, modella statunitense († 2008)
- 1933 - Carla Tagliaferri, architetta e pittrice italiana
- 1933 - Boo Takagi, comico, attore e cantante giapponese
- 1934 - Giordano Campari, pugile italiano († 2016)
- 1934 - Berardino Libonati, avvocato e dirigente d'azienda italiano († 2010)
- 1934 - John McLeod, compositore britannico († 2022)
- 1934 - Francesc Rodríguez, calciatore, allenatore di calcio e dirigente sportivo spagnolo († 2022)
- 1934 - František Velecký, attore slovacco († 2003)
- 1934 - Martí Vergés, calciatore spagnolo († 2021)
- 1935 - Silvio Bergia, fisico italiano († 2023)
- 1935 - George Coleman, sassofonista statunitense
- 1935 - Akira Kitaguchi, ex calciatore giapponese
- 1936 - Sonny Allen, cestista e allenatore di pallacanestro statunitense († 2020)
- 1936 - Annibale Berton, canoista italiano († 2004)
- 1936 - David Cryer, attore statunitense
- 1936 - Waltraut Ebert, ex schermitrice austriaca
- 1936 - Zygmunt Koralewski, vescovo vetero-cattolico polacco († 2002)
- 1936 - Sue Ane Langdon, attrice statunitense
- 1936 - Carlo Montagna, attore teatrale italiano († 2015)
- 1936 - Vic Nees, compositore, direttore di coro e organista belga († 2013)
- 1936 - Nisse Nilsson, hockeista su ghiaccio svedese († 2017)
- 1936 - Gaetano Sarazin, ex ciclista su strada italiano
- 1936 - Gabor Szabo, chitarrista ungherese († 1982)
- 1936 - Red West, attore, cantautore e militare statunitense († 2017)
- 1937 - Richard Fariña, scrittore e cantautore statunitense († 1966)
- 1937 - Klara Guseva, pattinatrice di velocità su ghiaccio sovietica († 2019)
- 1937 - Juvénal Habyarimana, politico e generale ruandese († 1994)
- 1937 - Antonio Iervolino, politico italiano
- 1937 - Hitomi Jinno, ex nuotatrice giapponese
- 1938 - Hanoch Barkon, ex cestista israeliano
- 1938 - Hans Fogh, velista danese († 2014)
- 1938 - Milan Galić, calciatore jugoslavo († 2014)
- 1938 - George Innes, attore britannico
- 1938 - Juris Kalniņš, cestista sovietico († 2010)
- 1938 - Bruno Pizzul, giornalista e telecronista sportivo italiano († 2025)
- 1938 - Giorgio Puia, allenatore di calcio e ex calciatore italiano
- 1938 - Claudio Saporetti, assiriologo e orientalista italiano
- 1938 - Lewis Teague, regista statunitense
- 1939 - Aleksandër Meksi, politico e restauratore albanese
- 1939 - Peter Nicholls, critico letterario e scrittore australiano († 2018)
- 1939 - Lynn Seymour, ballerina, direttrice artistica e attrice canadese († 2023)
- 1939 - Lidija Skoblikova, ex pattinatrice di velocità su ghiaccio sovietica
- 1939 - Robert Tear, tenore, direttore d'orchestra e insegnante gallese († 2011)
- 1939 - Paride Tumburus, calciatore e allenatore di calcio italiano († 2015)
- 1939 - Fritz Vögtle, chimico tedesco († 2017)
- 1940 - Jiří Daler, ex pistard ceco
- 1940 - Ina May Gaskin, scrittrice e docente statunitense
- 1940 - Theo Laseroms, allenatore di calcio e calciatore olandese († 1991)
- 1940 - Manfred Manglitz, ex calciatore tedesco
- 1940 - Leonid Osyka, regista, produttore cinematografico e sceneggiatore ucraino († 2001)
- 1940 - Barry Smith, pilota motociclistico australiano
- 1940 - Richard Williamson, vescovo britannico († 2025)
- 1941 - Franco D'Andrea, pianista italiano
- 1941 - Bobby Joe Edmonds, cestista statunitense († 1991)
- 1941 - Betty Faria, attrice, danzatrice e showgirl brasiliana
- 1941 - Terje Kristoffersen, ex calciatore norvegese
- 1941 - Alan Lowenthal, politico statunitense
- 1941 - Andrej Aleksandrovič Mironov, attore sovietico († 1987)
- 1941 - Aleksej Mišin, ex pattinatore artistico su ghiaccio e allenatore di pattinaggio su ghiaccio sovietico
- 1941 - Wilfrid Fox Napier, cardinale e arcivescovo cattolico sudafricano
- 1941 - Carlo Orsi, fotografo italiano († 2021)
- 1941 - Palito Ortega, cantautore argentino
- 1941 - Renzo Rinaldi, attore italiano († 2004)
- 1941 - Fausto Gabriel Trávez Trávez, arcivescovo cattolico ecuadoriano
- 1942 - Belio, pittore e grafico italiano († 2020)
- 1942 - Isao Hosoe, ingegnere e designer giapponese († 2015)
- 1942 - Ann Packer, ex mezzofondista e velocista britannica
- 1942 - Manolo Valdés, pittore spagnolo
- 1943 - Cesare Campa, politico italiano
- 1943 - Susan Clark, attrice canadese
- 1943 - Lee In-pyo, ex cestista e allenatore di pallacanestro sudcoreano
- 1943 - Valerio Massimo Manfredi, scrittore, storico e archeologo italiano
- 1943 - Tracy Pratt, ex hockeista su ghiaccio statunitense
- 1943 - Lynn Redgrave, attrice britannica († 2010)
- 1944 - Carole Bayer Sager, paroliera e cantautrice statunitense
- 1944 - Ann Jenner, ex ballerina britannica
- 1944 - Waldemar Łysiak, scrittore, storico dell'arte e giornalista polacco
- 1944 - Katsumi Matsumura, pallavolista giapponese
- 1944 - Guido Paduano, filologo classico e grecista italiano
- 1944 - Pepe Romero, chitarrista spagnolo
- 1945 - David Ascalon, artista e scultore israeliano
- 1945 - Freddy Blak, politico danese
- 1945 - Bruce Broughton, compositore statunitense
- 1945 - Jim Chapman, politico statunitense
- 1945 - Micky Dolenz, attore e musicista statunitense
- 1945 - Eduardo García, calciatore uruguaiano († 2016)
- 1945 - Sophia Grojsman, statunitense
- 1945 - Anselm Kiefer, pittore e scultore tedesco
- 1945 - Hossein Rafiee, chimico e attivista iraniano
- 1945 - Marin Romanski, ex cestista bulgaro
- 1946 - Suzana Ardeleanu, ex schermitrice rumena
- 1946 - Stephanie Defina, ex tennista statunitense
- 1946 - Robert Jaworski, ex cestista, allenatore di pallacanestro e politico filippino
- 1946 - Randy Meisner, musicista statunitense († 2023)
- 1946 - Michel de Rostolan, politico e giornalista francese
- 1946 - Alba Sasso, politica italiana
- 1946 - Tonicha, cantante portoghese
- 1947 - Ettore Garofolo, attore italiano († 1999)
- 1947 - Jesús Goyzueta, ex calciatore peruviano
- 1947 - Michael Hart, informatico, scrittore e attivista statunitense († 2011)
- 1947 - Santiago Lazcano, ciclista su strada spagnolo († 1985)
- 1947 - Viktor Mazanov, ex nuotatore sovietico
- 1947 - Vladimír Mišík, musicista e politico ceco
- 1947 - Ann O'Donnell, ex schermitrice statunitense
- 1947 - Sally Oldfield, musicista e cantante britannica
- 1947 - Peter Persidis, allenatore di calcio e calciatore austriaco († 2009)
- 1947 - Florentino Pérez, imprenditore e politico spagnolo
- 1947 - Tom Rapp, cantautore statunitense († 2018)
- 1947 - Silvia Tortosa, attrice spagnola († 2024)
- 1947 - Tunku Naquiyuddin, principe, diplomatico e dirigente d'azienda malese
- 1947 - Mario Zanotti, ex calciatore argentino
- 1948 - Mel Galley, chitarrista britannico († 2008)
- 1948 - Peggy March, cantante e attrice statunitense
- 1948 - Karol Rotner, ex calciatore romeno
- 1948 - Jonathan Sacks, rabbino e politico britannico († 2020)
- 1948 - Charles Vernon, trombonista e insegnante statunitense
- 1948 - Anatolij Volkov, ex tennista sovietico
- 1949 - Teófilo Cubillas, ex calciatore peruviano
- 1949 - Natal'ja Kučinskaja, ex ginnasta sovietica
- 1949 - Karel Lismont, ex maratoneta belga
- 1949 - Sergio Messen, calciatore cileno († 2010)
- 1949 - Hugo Sotil, calciatore peruviano († 2024)
- 1949 - Antonello Venditti, cantautore italiano
- 1950 - Giorgio Crescentini, politico e ex calciatore sammarinese
- 1950 - Flavio Fusi, giornalista italiano
- 1950 - Kabiné Komara, politico guineano
- 1950 - Gianfranco Sammarco, politico italiano
- 1951 - Patrizia Caporossi, storica italiana
- 1951 - Francesco Ciampoli, ex calciatore italiano
- 1951 - Anna Löwenstein, esperantista britannica
- 1951 - Alfredo Mazzotta, scultore italiano
- 1951 - Ren Zhiqiang, imprenditore cinese
- 1952 - George Allen, politico statunitense
- 1952 - Renato Bartolini, compositore, musicista e cantante italiano
- 1952 - Girolamo Ciulla, scultore italiano († 2023)
- 1952 - Josef Nečas, cestista cecoslovacco
- 1952 - Vito Petruzzelli, ex calciatore italiano
- 1952 - Ivone Pinton, ex pilota automobilistico italiano
- 1952 - Pius Segmüller, ufficiale e politico svizzero
- 1952 - Vladimir Vasjutin, cosmonauta sovietico († 2002)
- 1953 - Aggelos Anastasiadīs, allenatore di calcio e ex calciatore greco
- 1953 - Bio, calciatore brasiliano († 2008)
- 1953 - Čavdar Cvetkov, ex calciatore bulgaro
- 1953 - Fabio Raffaelli, giornalista, scrittore e editore italiano († 2017)
- 1953 - José Antonio Redondo García, allenatore di calcio e ex calciatore spagnolo
- 1953 - Jim Rice, ex giocatore di baseball statunitense
- 1953 - Michael Wolfgramm, ex canottiere tedesco
- 1954 - Susan Arnold, dirigente d'azienda statunitense
- 1954 - Fabrizio Barca, economista e politico italiano
- 1954 - Giuliano Belluzzi, ex calciatore italiano
- 1954 - Bob Brozman, chitarrista e musicista statunitense († 2013)
- 1954 - Daniel Ducarme, politico belga († 2010)
- 1954 - Dermot Keely, allenatore di calcio e ex calciatore irlandese
- 1954 - Nikolaj Lyrčikov, regista sovietico
- 1954 - Marie-Theres Nadig, ex sciatrice alpina e allenatrice di sci alpino svizzera
- 1954 - Juan Ramón Rocha, allenatore di calcio e ex calciatore argentino
- 1954 - Andrėj Sannikaŭ, attivista, diplomatico e politico bielorusso
- 1954 - Karl Schnabl, ex saltatore con gli sci austriaco
- 1954 - Sibyl von der Schulenburg, scrittrice italiana
- 1954 - Nanasipau'u Tuku'aho, regina tongana
- 1954 - David Wilkie, nuotatore britannico († 2024)
- 1954 - Rodger Wylde, ex calciatore inglese
- 1955 - João Batista da Silva, ex calciatore brasiliano
- 1955 - Juan Caicedo, ex calciatore colombiano
- 1955 - Marta Dassù, politologa, storica e editorialista italiana
- 1955 - Massimo De Carlo, compositore italiano
- 1955 - Anna Maria De Luca, attrice e regista italiana
- 1955 - Jimmy George, pallavolista indiano († 1987)
- 1955 - Giuseppe Panella, filosofo, saggista e poeta italiano († 2019)
- 1955 - Pablo Rodríguez, ex calciatore spagnolo
- 1956 - Basil Bhuriya, vescovo cattolico indiano († 2021)
- 1956 - Juan Bujedo, ex calciatore argentino
- 1956 - Laurie Cunningham, calciatore inglese († 1989)
- 1956 - John Kapelos, attore canadese
- 1956 - David Malpass, economista, politico e funzionario statunitense
- 1957 - Clive Burr, batterista britannico († 2013)
- 1957 - Nicola Angelo Fetto, judoka italiano
- 1957 - Mitsuko Horie, attrice, doppiatrice e cantante giapponese
- 1957 - Yemi Osinbajo, politico nigeriano
- 1957 - David Paul, attore statunitense († 2020)
- 1957 - Peter Paul, attore statunitense
- 1957 - Cynthia Rothrock, attrice e artista marziale statunitense
- 1957 - Dick Schoof, politico e funzionario olandese
- 1957 - Axel Weber, economista e banchiere tedesco
- 1957 - Zé Sérgio, ex calciatore brasiliano
- 1957 - Zhao Leji, politico cinese
- 1958 - Mauro Gallegati, economista italiano
- 1958 - Antonio García Navajas, ex calciatore spagnolo
- 1958 - Wayne Hughes, ex calciatore gallese
- 1958 - Andreas Maurer, ex tennista tedesco
- 1958 - Gary Numan, cantante e musicista britannico
- 1958 - Shuichi Shigeno, fumettista giapponese
- 1958 - Erwin Skamrahl, ex velocista tedesco
- 1958 - Space Tribe, disc jockey inglese († 2021)
- 1959 - Massimo Carraro, imprenditore e politico italiano
- 1959 - Ethan Freeman, attore teatrale e baritono statunitense
- 1959 - Barbara Eve Harris, attrice trinidadiana
- 1959 - Chusejn Ismailov, ex schermidore sovietico
- 1959 - Châabane Merzekane, allenatore di calcio e ex calciatore algerino
- 1959 - Laura Miano, ex velocista italiana
- 1959 - Aidan Quinn, attore statunitense
- 1959 - Jurij Želudkov, allenatore di calcio e ex calciatore russo
- 1960 - Alessandro Cassinis, giornalista italiano
- 1960 - Jeffrey Eugenides, scrittore statunitense
- 1960 - Franco Fasciana, ex calciatore e allenatore di calcio venezuelano
- 1960 - Ira Ishida, scrittore, commentatore televisivo e attore giapponese
- 1960 - Lee Labrada, ex culturista cubano
- 1960 - Max Metzker, ex nuotatore australiano
- 1960 - Irek Muchamedov, ballerino sovietico
- 1960 - Lexy Ortega, scacchista cubano
- 1960 - Carlo Parisi, allenatore di pallavolo italiano
- 1960 - Piero Sivini, ex pallamanista e allenatore di pallamano italiano
- 1960 - Buck Williams, ex cestista e allenatore di pallacanestro statunitense
- 1961 - Davide Cerati, fotografo italiano
- 1961 - Bob Dadae, politico papuano
- 1961 - Tatsuya Egawa, fumettista giapponese
- 1961 - Biagio Grasso, dirigente sportivo, allenatore di calcio e ex calciatore italiano
- 1961 - Maja Haderlap, drammaturga e scrittrice austriaca
- 1961 - Peter Larsson, allenatore di calcio e ex calciatore svedese
- 1961 - Bob Loughman, politico vanuatuano
- 1961 - Camryn Manheim, attrice statunitense
- 1961 - Larry Murphy, ex hockeista su ghiaccio canadese
- 1961 - Mark Padmore, tenore britannico
- 1961 - Salvatore Pesce, ex calciatore italiano
- 1961 - Qohir Rasulzoda, politico tagiko
- 1962 - Július Bielik, ex calciatore cecoslovacco
- 1962 - Shaun Gayle, ex giocatore di football americano statunitense
- 1962 - Kim Ung-yong, fisico e ingegnere sudcoreano
- 1962 - Penek Rattanarueang, regista e sceneggiatore thailandese
- 1962 - Leon Robinson, attore e cantante statunitense
- 1962 - Mitsunori Yoshida, ex calciatore giapponese
- 1962 - Zhou Peishun, ex sollevatore cinese
- 1963 - Elena Baturina, imprenditrice russa
- 1963 - Juan Funes, calciatore argentino († 1992)
- 1963 - Jan Halvor Halvorsen, allenatore di calcio e ex calciatore norvegese
- 1963 - Bruce Hayes, ex nuotatore statunitense
- 1963 - Júlio César da Silva, procuratore sportivo e ex calciatore brasiliano
- 1963 - Lorelei King, attrice statunitense
- 1963 - Giacomo Maiolini, imprenditore italiano
- 1963 - Silvia Marsó, attrice e produttrice teatrale spagnola
- 1963 - Kyōji Nanba, pilota motociclistico giapponese
- 1963 - Salvatore Nicosia, ex maratoneta e mezzofondista italiano
- 1963 - Baba Sissoko, musicista maliano
- 1963 - Robert Stanton, attore statunitense
- 1963 - Sasha Waltz, coreografa tedesca
- 1963 - Cecilia Yip, attrice cinese
- 1964 - Bob Bergen, doppiatore statunitense
- 1964 - Chris Browning, attore statunitense
- 1964 - Raffaele Gaetano, filosofo e saggista italiano
- 1964 - Ian Ironside, ex calciatore inglese
- 1964 - Oleg Kalašnikov, ex giocatore di calcio a 5 russo
- 1964 - Bogdan Lalić, scacchista croato
- 1964 - Dariusz Maciejewski, ex cestista e allenatore di pallacanestro polacco
- 1964 - Fabrizio Mastini, ex calciatore italiano
- 1964 - Stanislav Moravec, ex calciatore slovacco
- 1964 - Patxi Saez Beloki, linguista spagnolo
- 1964 - Artan Shkreli, architetto e politico albanese
- 1964 - Yasuharu Sorimachi, dirigente sportivo, allenatore di calcio e ex calciatore giapponese
- 1964 - Cinzia Zanotti, ex cestista e allenatrice di pallacanestro italiana
- 1965 - Hamed Bakayoko, politico ivoriano († 2021)
- 1965 - Raffaela Bellot, politica italiana
- 1965 - Caio Júnior, allenatore di calcio e calciatore brasiliano († 2016)
- 1965 - Stefano Coletta, dirigente d'azienda e conduttore radiofonico italiano
- 1965 - Ferenc Csipes, ex canoista ungherese
- 1965 - Geir Einang, ex biatleta norvegese
- 1965 - Giuseppe Grassonelli, mafioso italiano
- 1965 - Juan Hernández, ex calciatore messicano
- 1965 - Hiroyuki Kikuchi, pilota motociclistico giapponese
- 1965 - Pedro Lenz, scrittore svizzero
- 1965 - Fátima Lopes, stilista e imprenditrice portoghese
- 1965 - Karin Mensah, cantante capoverdiana
- 1965 - Laura Montermini, biologa italiana
- 1965 - Bernhard Reininger, attore austriaco
- 1965 - Carles Sans, ex pallanuotista spagnolo
- 1965 - Kenny Smith, ex cestista statunitense
- 1965 - Gregorio de Falco, militare e politico italiano
- 1966 - Laurent Bezault, ex ciclista su strada francese
- 1966 - Hervé Boussard, ciclista su strada francese († 2013)
- 1966 - Joe Foglietta, ex hockeista su ghiaccio canadese
- 1966 - Andy Garner, ex calciatore inglese
- 1966 - Ulf Karlsen, ex calciatore norvegese
- 1966 - Neofytos Larkou, ex calciatore cipriota
- 1966 - Danilo Marcelino, ex tennista brasiliano
- 1966 - Asylbek Momunov, calciatore sovietico († 1996)
- 1966 - Jos Sweron, ex giocatore di calcio a 5 belga
- 1966 - Zeferino Zeca Martins, arcivescovo cattolico angolano
- 1967 - Fabio Brescia, comico, attore e conduttore radiofonico italiano
- 1967 - Aslı Erdoğan, scrittrice, giornalista e attivista turca
- 1967 - Ľubomír Faktor, ex calciatore slovacco
- 1967 - Alessandro Gaudenti, arciere italiano
- 1967 - John Harkes, allenatore di calcio e ex calciatore statunitense
- 1967 - Mitsuyo Kakuta, scrittrice giapponese
- 1967 - Gerard Kemkers, ex pattinatore di velocità su ghiaccio olandese
- 1967 - Heinz Peter Platter, allenatore di sci alpino e ex sciatore alpino italiano
- 1967 - Udo Quellmalz, ex judoka tedesco
- 1968 - Michael Bartels, pilota automobilistico tedesco
- 1968 - Angela Drexl, ex sciatrice alpina tedesca
- 1968 - Rob Dukes, cantante statunitense
- 1968 - Antonio Gerardi, attore e conduttore radiofonico italiano
- 1968 - João Carlos Hatoa Nunes, arcivescovo cattolico mozambicano
- 1968 - Pelo Madueño, cantautore, cantante e attore peruviano
- 1968 - Nicola Mandalà, mafioso italiano
- 1968 - Hideki Matsuoka, giocatore di go giapponese
- 1968 - Iryna Merkušina, ex biatleta ucraina
- 1968 - Shawn Mullins, cantautore statunitense
- 1968 - Xavier Pascual Fuertes, allenatore di pallamano e ex pallamanista spagnolo
- 1968 - Rui Filipe, calciatore portoghese († 1994)
- 1968 - Chuckie White, ex cestista statunitense
- 1968 - Clare Wood, ex tennista britannica
- 1969 - Martina Accola, ex sciatrice alpina svizzera
- 1969 - Michael Bergin, supermodello e attore statunitense
- 1969 - Claudio Castrogiovanni, attore italiano
- 1969 - Don Hall, regista e sceneggiatore statunitense
- 1969 - Devon Michaels, attrice pornografica statunitense
- 1969 - Jens Peter Nünemann, attore tedesco
- 1969 - Dorota Poźniak, ex cestista polacca
- 1969 - Juan de Dios Ramírez Perales, ex calciatore messicano
- 1969 - Gard Sveen, scrittore e politologo norvegese
- 1969 - Giuseppe Vassallo, ex giocatore di calcio a 5 e allenatore di calcio a 5 italiano
- 1970 - Harry Decheiver, ex calciatore olandese
- 1970 - Jason Elam, ex giocatore di football americano statunitense
- 1970 - Rhett Harty, ex calciatore statunitense
- 1970 - Jamie Lawrence, ex calciatore giamaicano
- 1970 - Ahmed Maharzi, allenatore di calcio e ex calciatore francese
- 1970 - Andrea Parker, attrice e ballerina statunitense
- 1970 - Ed Podivinsky, ex sciatore alpino canadese
- 1970 - Meredith Scott Lynn, attrice statunitense
- 1970 - Greg Stanton, politico statunitense
- 1970 - Valeriu Streleț, politico moldavo
- 1971 - Chien Wei-chuan, ex cestista e allenatrice di pallacanestro taiwanese
- 1971 - Ardis Fagerholm, cantante dominicense
- 1971 - Miodrag Rajković, allenatore di pallacanestro serbo
- 1971 - Kit Symons, allenatore di calcio e ex calciatore gallese
- 1971 - Nobuyuki Ōsaki, pilota motociclistico giapponese
- 1972 - Ekaterina Bachvalova, ex ostacolista e velocista russa
- 1972 - Daniele Berretta, allenatore di calcio e ex calciatore italiano
- 1972 - Joe Ciccarello, allenatore di hockey su ghiaccio e ex hockeista su ghiaccio canadese
- 1972 - Lee Gordon Demarbre, regista canadese
- 1972 - Werner Franz, allenatore di sci alpino e ex sciatore alpino austriaco
- 1972 - Constantin Gâlcă, allenatore di calcio e ex calciatore romeno
- 1972 - Giōrgos Geōrgiadīs, allenatore di calcio e ex calciatore greco
- 1972 - Kallinikos Kreangka, tennistavolista greco
- 1972 - Andrej Mel'ničenko, imprenditore russo
- 1972 - Matt Nable, attore e ex rugbista a 13 australiano
- 1972 - Fergal O'Brien, giocatore di snooker irlandese
- 1972 - Ricardo Pierre, ex cestista bahamense
- 1972 - Mariarosaria Rossi, politica italiana
- 1972 - Sandrine Rousseau, economista e politica francese
- 1972 - Jakob Sveistrup, cantante danese
- 1972 - Emanuele Venturelli, allenatore di calcio e ex calciatore italiano
- 1973 - Tiziana Alagia, ex maratoneta italiana
- 1973 - Tony Campos, bassista e cantante statunitense
- 1973 - Jeroen Delmee, ex hockeista su prato olandese
- 1973 - Anneke van Giersbergen, cantante olandese
- 1973 - Jahana Hayes, politica e insegnante statunitense
- 1973 - Yasuhide Ihara, ex calciatore giapponese
- 1973 - Boris Kodjoe, attore e supermodello austriaco
- 1973 - Houzan Mahmoud, scrittrice curda
- 1973 - Stefan Meissner, allenatore di calcio e ex calciatore tedesco
- 1973 - Amel Larrieux, cantautrice e produttrice discografica statunitense
- 1974 - Carlos Baute, cantante, conduttore televisivo e attore venezuelano
- 1974 - Tayeb Braikia, ex ciclista su strada e pistard danese
- 1974 - Danny Corkill, attore statunitense
- 1974 - Federico Ginato, politico italiano
- 1974 - Sebastián Lelio, regista, sceneggiatore e produttore cinematografico cileno
- 1974 - Leandro Lázzaro, ex calciatore argentino
- 1974 - Christiane Paul, attrice tedesca
- 1974 - Cheryl Salisbury, ex calciatrice australiana
- 1974 - Daniele Viotti, politico e attivista italiano
- 1975 - Octavio Bartolucci, ex rugbista a 15 e politico argentino
- 1975 - Mauro Briano, dirigente sportivo e ex calciatore italiano
- 1975 - Uwe Ehlers, allenatore di calcio e ex calciatore tedesco
- 1975 - Josh Gottheimer, politico statunitense
- 1975 - François Grenet, ex calciatore francese
- 1975 - Sultan Ibragimov, ex pugile russo
- 1975 - Christy Karacas, musicista, animatore e doppiatore statunitense
- 1975 - Claudia Salvarani, mezzofondista italiana
- 1975 - Giorgia Surina, conduttrice radiofonica, conduttrice televisiva e attrice italiana
- 1975 - Markus Weissenberger, ex calciatore austriaco
- 1976 - Annika Billstam, orientista svedese
- 1976 - Sergej Ćetković, cantante montenegrino
- 1976 - Gaz Coombes, cantante e musicista inglese
- 1976 - Daniela Jordanova, ex mezzofondista bulgara
- 1976 - Rita La Rosa, ex cestista e allenatrice di pallacanestro italiana
- 1976 - Aurora Lussana, giornalista e conduttrice televisiva italiana
- 1976 - Anna Madeley, attrice britannica
- 1976 - Freddie Prinze Jr., attore statunitense
- 1976 - Aleksandar Smiljanić, ex cestista e dirigente sportivo serbo
- 1976 - Melody Wafawanaka, ex calciatore zimbabwese
- 1976 - Hines Ward, ex giocatore di football americano sudcoreano
- 1976 - Mayumi Yoshida, giocatrice di bowling giapponese
- 1976 - Edin Šaranović, calciatore e allenatore di calcio bosniaco († 2021)
- 1977 - Manuel Abreu, ex calciatore uruguaiano
- 1977 - Davide Bianchetti, giocatore di squash italiano
- 1977 - Piotr Borowski, attore polacco
- 1977 - Adriaan Botha, ex velocista sudafricano
- 1977 - Estelle Desanges, ex attrice pornografica francese
- 1977 - Piotr Gruszka, pallavolista polacco
- 1977 - John de Jong, ex calciatore olandese
- 1977 - Christian Kalvenes, ex calciatore norvegese
- 1977 - Taccjana Karatkevič, politica bielorussa
- 1977 - Laura Main, attrice britannica
- 1977 - Levent Osman, ex calciatore australiano
- 1977 - Reagan Pasternak, attrice e cantante canadese
- 1977 - Marlon Sandro, artista marziale misto brasiliano
- 1977 - Peter Schep, ex pistard e ex ciclista su strada olandese
- 1977 - Michael Tarver, wrestler statunitense
- 1977 - Tedashii, rapper statunitense
- 1977 - James Van Der Beek, attore statunitense
- 1977 - Geoffrey Vauclair, ex hockeista su ghiaccio svizzero
- 1977 - Fernando Vicente, allenatore di tennis e ex tennista spagnolo
- 1977 - Johann Vogel, allenatore di calcio e ex calciatore svizzero
- 1977 - Fjodor Xhafa, ex calciatore albanese
- 1978 - Raúl Fernández, ex lunghista spagnolo
- 1978 - Juan Ferreyra, fumettista argentino
- 1978 - Mariusz Jop, ex calciatore polacco
- 1978 - Outi Kettunen, ex biatleta finlandese
- 1978 - Mohammed Bouyeri, terrorista olandese
- 1978 - Destructhor, chitarrista norvegese
- 1978 - Gordon Ross, rugbista a 15 scozzese
- 1978 - Johanna Sjöberg, ex nuotatrice svedese
- 1978 - Jenny Tinmouth, pilota motociclistica britannica
- 1978 - Tiffany Wait, ex cestista statunitense
- 1978 - Nick Zano, attore statunitense
- 1979 - Shola Ama, cantante britannica
- 1979 - Apathy, rapper statunitense
- 1979 - Tom Chaplin, cantante britannico
- 1979 - Verónica Cuadrado, pallamanista spagnola
- 1979 - Jessica Jaymes, attrice pornografica statunitense († 2019)
- 1979 - Alex J. Kay, storico britannico
- 1979 - Tara McDonald, cantautrice britannica
- 1979 - Susan Murray, ex cestista canadese
- 1979 - Heidi Parviainen, cantante finlandese
- 1979 - Briguel, ex calciatore portoghese
- 1979 - Bülent Polat, attore turco
- 1979 - Geoff Rickly, cantante statunitense
- 1980 - Fabián Canobbio, ex calciatore uruguaiano
- 1980 - Aaron Escolopio, batterista statunitense
- 1980 - Mohamadou Idrissou, ex calciatore camerunese
- 1980 - Iván Miranda, ex tennista peruviano
- 1980 - Ivan Putrov, ballerino ucraino
- 1980 - Aleksej Savikov, pentatleta russo
- 1980 - Andreý Sïdelʹnïkov, ex calciatore kazako
- 1980 - Lucie Vondráčková, cantante, attrice teatrale e attrice cinematografica ceca
- 1980 - Wojciech Waleczek, pianista polacco
- 1980 - Lavinia Wilson, attrice e regista tedesca
- 1981 - Nawaf Al-Humaidan, calciatore kuwaitiano
- 1981 - Pablo Aurrecochea, ex calciatore uruguaiano
- 1981 - Michael Beauchamp, ex calciatore australiano
- 1981 - Timo Boll, ex tennistavolista tedesco
- 1981 - Vladimír Bálek, calciatore ceco
- 1981 - Oélilton Araújo dos Santos, ex calciatore brasiliano
- 1981 - Adam Jones, ex rugbista a 15 e allenatore di rugby a 15 britannico
- 1981 - David Kreiner, ex combinatista nordico austriaco
- 1981 - Steven C. Miller, regista e sceneggiatore statunitense
- 1981 - Pirjo Muranen, ex fondista finlandese
- 1981 - Joost Posthuma, ex ciclista su strada olandese
- 1981 - Roya Sadat, regista, produttrice cinematografica e attivista afghana
- 1981 - Babis Stefanidis, ex calciatore svedese
- 1981 - Simon Webster, ex rugbista a 15 scozzese
- 1981 - Justin Wright, animatore, disegnatore e sceneggiatore statunitense († 2008)
- 1982 - Giulia Albini, pallavolista e fisioterapista italiana († 2012)
- 1982 - Stéphane Biakolo, ex calciatore camerunese
- 1982 - Endika Bordas, ex calciatore spagnolo
- 1982 - Roland Clara, ex fondista italiano
- 1982 - Koen Daerden, ex calciatore belga
- 1982 - Erik Ersberg, ex hockeista su ghiaccio svedese
- 1982 - Marjorie Estiano, attrice e cantante brasiliana
- 1982 - Brett Evans, ex calciatore sudafricano
- 1982 - Cheyne Fowler, ex calciatore sudafricano
- 1982 - Dylan Gandy, ex giocatore di football americano statunitense
- 1982 - David Lee, pallavolista statunitense
- 1982 - Thalia Munro, ex pallanuotista statunitense
- 1982 - Chananporn Rosjan, modella thailandese
- 1982 - Martin Schiller, allenatore di pallacanestro austriaco
- 1982 - Benjamin Steffen, schermidore svizzero
- 1982 - Tabea Steffen, schermitrice svizzera
- 1982 - Angelo Tchen, calciatore francese
- 1982 - Ville Vahtola, tuffatore finlandese
- 1983 - Saša Božičič, ex calciatore sloveno
- 1983 - Maialen Chourraut, canoista spagnola
- 1983 - Alexandre Silva Cleyton, ex calciatore brasiliano
- 1983 - Nadzeja Drozd, ex cestista bielorussa
- 1983 - Olivia Ghezzi Perego, stilista italiana
- 1983 - Mensur Idrizi, ex calciatore macedone
- 1983 - Mathias Kiwanuka, ex giocatore di football americano statunitense
- 1983 - Nino Machaidze, soprano georgiano
- 1983 - Claudia Mariani, ex calciatrice italiana
- 1983 - Selim Muho, giocatore di calcio a 5, allenatore di calcio a 5 e calciatore norvegese
- 1983 - Poliana Okimoto, ex nuotatrice brasiliana
- 1983 - André Clarindo dos Santos, ex calciatore brasiliano
- 1983 - Marcus Spears, ex giocatore di football americano statunitense
- 1984 - Dragoș Agache, nuotatore rumeno
- 1984 - Fernanda Andrade, attrice e modella brasiliana
- 1984 - Alban Bizhyti, ex calciatore albanese
- 1984 - Robinson Chalapud, ciclista su strada colombiano
- 1984 - Charles Christianson, ex sciatore alpino statunitense
- 1984 - Rafik Djebbour, ex calciatore algerino
- 1984 - György Garics, ex calciatore ungherese
- 1984 - Sylvain Idangar, ex calciatore francese
- 1984 - Ivana Janečková, ex fondista ceca
- 1984 - Helen Jenkins, triatleta britannica
- 1984 - Franko Kaštropil, ex cestista croato
- 1984 - Rio Mavuba, ex calciatore francese
- 1984 - Nora-Jane Noone, attrice irlandese
- 1984 - Elio Norino, militare italiano
- 1984 - Pëtr Pavlenskij, artista russo
- 1984 - Alessandro Potenza, allenatore di calcio e ex calciatore italiano
- 1984 - Annemarie Părău, cestista rumena
- 1984 - Fausto Raciti, politico italiano
- 1984 - Víctor Sada, allenatore di pallacanestro e ex cestista spagnolo
- 1984 - Tony Toklomety, ex calciatore beninese
- 1984 - Saša Vujačić, ex cestista sloveno
- 1985 - Carolina Erba, schermitrice italiana
- 1985 - Paulo Ferreira, giocatore di calcio a 5 portoghese
- 1985 - Federica Fornabaio, pianista, compositrice e direttrice d'orchestra italiana
- 1985 - Gago Drago, kickboxer olandese
- 1985 - Daniele Mattioli, ex hockeista su ghiaccio svizzero
- 1985 - Haris Medunjanin, ex calciatore bosniaco
- 1985 - Maria Ohisalo, politica finlandese
- 1985 - Ferne Snoyl, ex calciatore olandese
- 1985 - Ewa Sonnet, modella e cantante polacca
- 1985 - Lukáš Tesák, calciatore slovacco
- 1985 - Cory Wong, chitarrista, produttore discografico e cantautore statunitense
- 1985 - Matheus Lopes, ex calciatore brasiliano
- 1985 - Justyna Żurowska, ex cestista polacca
- 1986 - Marija Borodakova, ex pallavolista russa
- 1986 - Şamil Cinaz, ex calciatore turco
- 1986 - Aurélien Collin, ex calciatore francese
- 1986 - Chad Gable, wrestler e ex lottatore statunitense
- 1986 - Ayanda Gcaba, calciatore sudafricano
- 1986 - Lena Goeßling, ex calciatrice tedesca
- 1986 - Steffen Hagen, calciatore norvegese
- 1986 - Kim Seon-ho, attore sudcoreano
- 1986 - Aleksandr Kïslïcın, calciatore kazako
- 1986 - James Mays, ex cestista e allenatore di pallacanestro statunitense
- 1986 - Chimanguinho, giocatore di calcio a 5 brasiliano
- 1986 - Thomas Morstead, giocatore di football americano statunitense
- 1986 - Luca Nizzetto, ex calciatore italiano
- 1986 - Lassad Nouioui, ex calciatore francese
- 1986 - Damien Perquis, ex calciatore francese
- 1986 - Ante Rožić, ex calciatore australiano
- 1986 - Maxime Vantomme, ciclista su strada belga
- 1986 - Rafael Ramos de Lima, ex calciatore brasiliano
- 1986 - Tsuguko di Takamado, principessa giapponese
- 1987 - Bianca Atzei, cantautrice italiana
- 1987 - Zouhir Benouahi, ex calciatore marocchino
- 1987 - Gregory Carigiet, ex slittinista svizzero
- 1987 - Jaco Engelbrecht, pesista sudafricano
- 1987 - Devon Graye, attore statunitense
- 1987 - Michael Görlitz, calciatore tedesco
- 1987 - Dani Quintana, ex calciatore spagnolo
- 1987 - Bárbara Seixas, giocatrice di beach volley brasiliana
- 1987 - Milana Vayntrub, attrice, comica e attivista uzbeka
- 1987 - Miloš Vemić, pallavolista serbo
- 1988 - Diego Biseswar, ex calciatore olandese
- 1988 - Benny Blanco, cantautore, rapper e produttore discografico statunitense
- 1988 - Keston Bledman, velocista trinidadiano
- 1988 - Damian Boeselager, politico tedesco
- 1988 - Pablo Cancela, hockeista su pista spagnolo
- 1988 - Reina del Cid, cantautrice statunitense
- 1988 - Vanni De Luca, attore e scrittore italiano
- 1988 - Armanti Edwards, giocatore di football americano statunitense
- 1988 - Juan Carlos García Barahona, calciatore honduregno († 2018)
- 1988 - Fanny Horn, ex biatleta norvegese
- 1988 - Jahmir Hyka, ex calciatore albanese
- 1988 - Miloš Lačný, calciatore slovacco
- 1988 - Ville Lajunen, hockeista su ghiaccio finlandese
- 1988 - Jacob Neestrup, allenatore di calcio e ex calciatore danese
- 1988 - Tyler Nella, ex sciatore alpino canadese
- 1988 - Michele Nonne, pallavolista italiano
- 1988 - Giulia Pollini, canottiera italiana
- 1988 - Johnny Ruffo, cantante, attore e personaggio televisivo australiano († 2023)
- 1988 - Kendrick Sampson, attore statunitense
- 1988 - Elierce Barbosa de Souza, calciatore brasiliano
- 1988 - Laura Unsworth, hockeista su prato britannica
- 1988 - Thomas Verhaar, ex calciatore olandese
- 1988 - Jean-Yves Zahoui, ex cestista francese
- 1988 - Zhang Hui, pattinatrice di short track cinese
- 1989 - David Cyrus, ex calciatore grenadino
- 1989 - Duan Jingli, canottiera cinese
- 1989 - Marloes Horst, modella olandese
- 1989 - Robbie Hummel, ex cestista statunitense
- 1989 - Ander Iturraspe, ex calciatore spagnolo
- 1989 - Evan Jager, siepista e mezzofondista statunitense
- 1989 - Kōsuke Kanamaru, cestista giapponese
- 1989 - Franck Lafitte, pallavolista francese
- 1989 - Laura Letrari, ex nuotatrice italiana
- 1989 - Nikola Matawalu, rugbista a 15 figiano
- 1989 - Agustín Peña, ex calciatore uruguaiano
- 1989 - Álvaro Enrique Peña Montero, ex calciatore uruguaiano
- 1989 - Radosav Petrović, calciatore serbo
- 1989 - Annina Rajahuhta, hockeista su ghiaccio finlandese
- 1989 - Guillaume Saliah, ex giocatore di football americano francese
- 1989 - Jan Vošahlík, calciatore ceco
- 1989 - Daniel Williams, ex calciatore tedesco
- 1989 - Ming Xi, modella cinese
- 1990 - Yvonne Anderson, cestista statunitense
- 1990 - Božidar Avramov, cestista bulgaro
- 1990 - Luke Brattan, calciatore australiano
- 1990 - Rémy Cabella, calciatore francese
- 1990 - Bruno Collaço, calciatore brasiliano
- 1990 - Sanders Commings, giocatore di football americano statunitense
- 1990 - Kristinia DeBarge, cantautrice statunitense
- 1990 - JC Gonzalez, attore e cantante colombiano
- 1990 - Dwayne Gratz, ex giocatore di football americano statunitense
- 1990 - Asier Illarramendi, calciatore spagnolo
- 1990 - Petra Kvitová, tennista ceca
- 1990 - Liu Jing, ex nuotatrice cinese
- 1990 - Toshiki Masuda, attore, doppiatore e cantante giapponese
- 1990 - Thierno Niang, cestista senegalese
- 1990 - Dever Orgill, calciatore giamaicano
- 1990 - Gaia Palma, canottiera italiana
- 1990 - Alina Pätz, giocatrice di curling svizzera
- 1990 - Pietro Terracciano, calciatore italiano
- 1990 - Lykourgos-Stefanos Tsakonas, velocista greco
- 1990 - Édison Vega, calciatore ecuadoriano
- 1990 - Furtuna Velaj, calciatrice albanese
- 1990 - Kevin Zeitler, giocatore di football americano statunitense
- 1991 - Rami Anis, nuotatore siriano
- 1991 - Miriam Bryant, cantautrice svedese
- 1991 - Gegê Chaia, ex cestista brasiliano
- 1991 - Luca Fontecchio, cestista italiano
- 1991 - Santiago Gallucci, calciatore argentino
- 1991 - Denzelle Good, ex giocatore di football americano statunitense
- 1991 - Anna Kajalina, pallavolista estone
- 1991 - Róbert Mak, calciatore slovacco
- 1991 - Finnur Orri Margeirsson, calciatore islandese
- 1991 - Krzysztof Miętus, ex saltatore con gli sci polacco
- 1991 - Michael Simões Domingues, calciatore svizzero
- 1991 - João Paulo Mior, calciatore brasiliano
- 1991 - Alan Pulido, calciatore messicano
- 1991 - Michael Rangel, calciatore colombiano
- 1991 - Rodrigo Rey, calciatore argentino
- 1991 - Axel Sjöberg, ex calciatore svedese
- 1991 - Manuel Sutter, calciatore austriaco
- 1991 - Jozabed Sánchez Ruiz, calciatore spagnolo
- 1991 - Ryō Takeuchi, calciatore giapponese
- 1991 - Rufus Taylor, batterista britannico
- 1991 - Yūichirō Umehara, doppiatore e cantante giapponese
- 1991 - Devon Werkheiser, attore e musicista statunitense
- 1992 - Aleksandr Foliforov, ex ciclista su strada russo
- 1992 - Cedric Mabwati, calciatore congolese (Repubblica Democratica del Congo)
- 1992 - Christopher Naliali, velocista francese
- 1992 - František Plach, calciatore slovacco
- 1992 - Vardan Poġosyan, ex calciatore armeno
- 1992 - Nikola Popara, calciatore bosniaco
- 1992 - Charlie Ray, attrice statunitense
- 1992 - Toru Shishime, judoka giapponese
- 1992 - Şöhrat Söýünow, calciatore turkmeno
- 1993 - José Caro, calciatore spagnolo
- 1993 - Arsenij Chačaturan, direttore della fotografia bielorusso
- 1993 - Antonella Di Monte, attrice italiana
- 1993 - Kevin Duré, ex calciatore norvegese
- 1993 - Jérémy Frick, calciatore svizzero
- 1993 - Pablo Hervías, calciatore spagnolo
- 1993 - Radek Juška, lunghista ceco
- 1993 - Aaron Lynch, ex giocatore di football americano statunitense
- 1993 - Rui Machida, cestista giapponese
- 1993 - David Pommer, ex combinatista nordico austriaco
- 1993 - Loïs Szymczak, tuffatore francese
- 1993 - Alessia Trost, ex altista italiana
- 1993 - Rodolfo Valente, attore brasiliano
- 1993 - Maurice Watson, cestista statunitense
- 1993 - Avery Williamson, giocatore di football americano statunitense
- 1993 - Mike dos Santos Nenatarvicius, calciatore brasiliano
- 1994 - Roberta Bruni, astista italiana
- 1994 - Alex Stik Castro, calciatore colombiano
- 1994 - Glenn Claes, calciatore belga
- 1994 - Claire Emslie, calciatrice scozzese
- 1994 - Stephen Eze, calciatore nigeriano
- 1994 - Michael Frazier, cestista statunitense
- 1994 - Guilherme Garutti, calciatore brasiliano
- 1994 - Moriah Jefferson, cestista statunitense
- 1994 - Ul'jana Kajševa, ex biatleta russa
- 1994 - Marthe Koala, ostacolista, lunghista e multiplista burkinabé
- 1994 - Martin Kobylański, calciatore tedesco
- 1994 - Gustavo Marmentini, calciatore brasiliano
- 1994 - Aruto Nishimura, giocatore di football americano giapponese
- 1994 - Guy Niv, ex ciclista su strada israeliano
- 1994 - Chris Philipps, calciatore lussemburghese
- 1994 - Robert Renner, ex astista sloveno
- 1994 - Nikolče Šarkoski, calciatore macedone
- 1994 - Chris Smith, cestista statunitense
- 1994 - Duncan Watmore, calciatore inglese
- 1994 - Aleksander Zniszczoł, saltatore con gli sci polacco
- 1994 - Pablo Dyego, calciatore brasiliano
- 1995 - Nicola Altini, scacchista italiano
- 1995 - Keita Baldé, calciatore senegalese
- 1995 - Lucas Bareiro, calciatore argentino
- 1995 - Luca Brecel, giocatore di snooker belga
- 1995 - Zach Clough, calciatore inglese
- 1995 - Marko Gudurić, cestista serbo
- 1995 - Florian Kamberi, calciatore svizzero
- 1995 - Benjamin Kuku, calciatore nigeriano
- 1995 - Jamie Loeb, tennista statunitense
- 1995 - Lukas MacNaughton, calciatore canadese
- 1995 - Murilo Otávio Mendes, calciatore brasiliano
- 1995 - Ėl'mir Nabiullin, calciatore russo
- 1995 - Arián Pucheta, calciatore argentino
- 1995 - Marciel Silva da Silva, calciatore brasiliano
- 1995 - Isaiah Whitehead, cestista statunitense
- 1995 - Ali Yaşar, calciatore belga
- 1996 - Mihkel Ainsalu, calciatore estone
- 1996 - Kyle Allen, giocatore di football americano statunitense
- 1996 - Yohán Cumana, calciatore venezuelano
- 1996 - Jean-Philippe Dally, cestista francese
- 1996 - Kendall Ellis, velocista statunitense
- 1996 - Jiří Kulhánek, calciatore ceco
- 1996 - Daniel-Kofi Kyereh, calciatore ghanese
- 1996 - Isaac Mbenza, calciatore belga
- 1996 - Robbie Muirhead, calciatore scozzese
- 1996 - Moussa Niakhaté, calciatore francese
- 1996 - Joe Reid, mezzofondista britannico
- 1996 - Zachary Scerri, calciatore maltese
- 1996 - Máté Vida, calciatore ungherese
- 1996 - Destiny Wagner, modella beliziana
- 1996 - Mattia Zuin, nuotatore italiano
- 1996 - Maks Čelić, calciatore croato
- 1997 - Narmandakh Artag, calciatore mongolo
- 1997 - Tijana Bošković, pallavolista bosniaca
- 1997 - Hanna Bryč, cestista bielorussa
- 1997 - Harit Cheewagaroon, attore e conduttore televisivo thailandese
- 1997 - Irene Ekelund, velocista svedese
- 1997 - Damien Furtado, calciatore francese
- 1997 - Amir Hadžiahmetović, calciatore bosniaco
- 1997 - Jurina Matsui, cantante, attrice e modella giapponese
- 1997 - Ewan Mitchell, attore britannico
- 1997 - Hakob Mkrtchyan, sollevatore armeno
- 1997 - Kevin Nisbet, calciatore scozzese
- 1997 - Kris Twardek, calciatore canadese
- 1998 - Milton Leyendeker, calciatore argentino
- 1998 - David Paravjan, scacchista russo
- 1998 - Lucas Ríos, calciatore argentino
- 1998 - Molly Sterling, cantautrice irlandese
- 1999 - Clément Bayiha, calciatore canadese
- 1999 - Nazareno Bazán, calciatore argentino
- 1999 - Michael Carter II, giocatore di football americano statunitense
- 1999 - Ibrahima Diallo, calciatore francese
- 1999 - Mateo Drežnjak, cestista bosniaco
- 1999 - Adnan Hadzic, calciatore norvegese
- 1999 - Robert Moldoveanu, calciatore rumeno
- 1999 - Josep Puerto, cestista spagnolo
- 1999 - Sam Sanna, calciatore francese
- 1999 - Matheus Teixeira, calciatore brasiliano
- 1999 - Luis Ureta, calciatore cileno
- 1999 - Mert Yılmaz, calciatore tedesco
- 1999 - Eric de Pablos, calciatore andorrano
- 2000 - Enoch Adegoke, velocista nigeriano
- 2000 - Érik Bodencer, calciatore argentino
- 2000 - Jonas David, calciatore tedesco
- 2000 - Luca Engstler, pilota automobilistico tedesco
- 2000 - Daniel Magnusson, giocatore di curling svedese
- 2000 - Moustapha Mbow, calciatore senegalese
- 2000 - Adéla Nováková, fondista ceca
- 2000 - Danila Prošljakov, calciatore russo
- 2000 - Edi Sylisufaj, calciatore svedese
- 2000 - Alan Souza, calciatore brasiliano

## XXI secolo(41)
- 2001 - Abraham Bahachille, calciatore venezuelano
- 2001 - Stefano Cherchi, fantino italiano († 2024)
- 2001 - Yannick Etilé, calciatore francese
- 2001 - Xavier Gipson, giocatore di football americano statunitense
- 2001 - Germán Darío Gómez, ciclista su strada e pistard colombiano
- 2001 - Elikia Mbinga, calciatore olandese
- 2001 - Witse Meeussen, ciclocrossista e ciclista su strada belga
- 2001 - João Paulo Ribeiro Sovinski, calciatore brasiliano
- 2001 - Iuri Tavares, calciatore capoverdiano
- 2001 - Tre Tucker, giocatore di football americano statunitense
- 2001 - Matilde Vitillo, pistard e ciclista su strada italiana
- 2001 - Maximiliano Zalazar, calciatore argentino
- 2002 - Gints Bērziņš, slittinista lettone
- 2002 - Matías Cabrera, calciatore uruguaiano
- 2002 - Arturo Coello, sportivo spagnolo
- 2002 - Lorenzo Colombo, calciatore italiano
- 2002 - Denisa Golgotă, ginnasta rumena
- 2002 - Luizão, calciatore brasiliano
- 2002 - Tatsuru Saitō, judoka giapponese
- 2002 - Joël van Kaam, calciatore olandese
- 2003 - Behram Abduweli, calciatore cinese
- 2003 - Urara Ashikawa, ginnasta giapponese
- 2003 - Štěpán Chaloupek, calciatore ceco
- 2003 - Montana Jordan, attore statunitense
- 2003 - Enzo Milesi, saltatore con gli sci francese
- 2003 - Angela Yu, giocatrice di badminton australiana
- 2003 - Kaiki Bruno, calciatore brasiliano
- 2004 - Freya Colbert, nuotatrice britannica
- 2004 - Kit Connor, attore britannico
- 2004 - Jeff Erius, velocista francese
- 2004 - Prithu Gupta, scacchista indiano
- 2004 - Santiago Guzmán, calciatore uruguaiano
- 2004 - Abdul Fatawu Issahaku, calciatore ghanese
- 2004 - Kim Marschel, ex sciatrice alpina tedesca
- 2004 - Niks Sliede, calciatore lettone
- 2005 - Hugo Buyla, calciatore equatoguineano
- 2005 - Trentyn Flowers, cestista statunitense
- 2005 - Filippo Mané, calciatore italiano
- 2005 - Emiliano Ramos, calciatore cileno
- 2006 - Warren Zaïre-Emery, calciatore francese
- 2007 - Ece Üngör, nuotatrice artistica turca

## Senza anno specificato(2)
- Nina Alekseevna Lobkovskaja, militare sovietica
- Marti Rolph, attrice e cantante statunitense